# 492 جيسموندا
492 Gismonda هو كويكب، يقع ضمن حزام الكويكبات. اكتشف في 3 سبتمبر 1902. وقد اكتشفه ماكس فولف.

## روابط خارجية
- 492 جيسموندا في قاعدة بيانات مختبر الدفع النفاث لأجرام النظام الشمسي الصغيرة

- الاكتشاف · مخطط المدار ·  العناصر المدارية · المعلمات المادية

- 492 جيسموندا على موقع ويكي سكاي: DSS2, SDSS, GALEX, IRAS, Hydrogen α, X-Ray, Astrophoto, Sky Map, Articles and images